# Belaturricula
Belaturricula is een geslacht van weekdieren uit de klasse van de Gastropoda (slakken).

## Soorten
- Belaturricula dissimilis (Watson, 1886)
- Belaturricula ergata (Hedley, 1916)
- Belaturricula gaini (Lamy, 1910)
- Belaturricula turrita (Strebel, 1908)